# Les Promeneuses de l'apocalypse
Les Promeneuses de l'apocalypse (en japonais : 終末ツーリング Shūmatsu Touring) est une série de manga japonais écrite et illustrée par Sakae Saito. La série a commencé dans le magazine spécialisé en manga Dengeki Maoh d' ASCII Media Works en septembre 2020.

## Synopsis
L'action prend place au Japon après une apocalypse.
Yôko et Airi visitent les endroits les plus célèbres du Japon avec leur moto tout terrain. Admirer le mont Fuji depuis Hakone, pêcher sur le pont de la baie de Yokohama, sans oublier d'aller au Tokyo Big Sight.

## Publication
Écrit et illustré par Sakae Saito, Les promeneuses de l'Apocalypse a commencé sa série dans le magazine de manga seinen Dengeki Maoh d' ASCII Media Works le 26 septembre 2020.  Ses chapitres ont été compilés en six volumes tankōbon en juin 2024.
Lors de leur panel au Sakura-Con 2022, Yen Press a annoncé qu'ils avaient autorisé la série à être publiée en anglais et Bamboo Édition en français.

## Volumes reliés

### Tomes 1 à 7
| no | Japonais          | Japonais          | Français         | Français   |
| no | Date de sortie    | ISBN              | Date de sortie   | ISBN       |
| -- | ----------------- | ----------------- | ---------------- | ---------- |
| 1  | 26 avril 2021     | 978-4-04-913801-6 | 13 juillet 2022  | 2818994136 |
| 2  | 27 septembre 2021 | 978-4-04-914003-3 | 7 septembre 2022 | 2818994993 |
| 3  | 27 mai 2022       | 978-4-04-914386-7 | 11 janvier 2023  | 2818998743 |
| 4  | 27 février 2023   | 978-4-04-914846-6 | 4 octobre 2023   | 1041103530 |
| 5  | 26 octobre 2023   | 978-4-04-915308-8 | 2 mai 2024       | 1041106882 |
| 6  | 26 juin 2024      | 978-4-04-915794-9 | 5 mars 2025      | 1041111738 |
| 7  | 27 mars 2025      | 978-4-04-916337-7 |                  |            |